# Justice
Pour les articles homonymes, voir justice (homonymie).

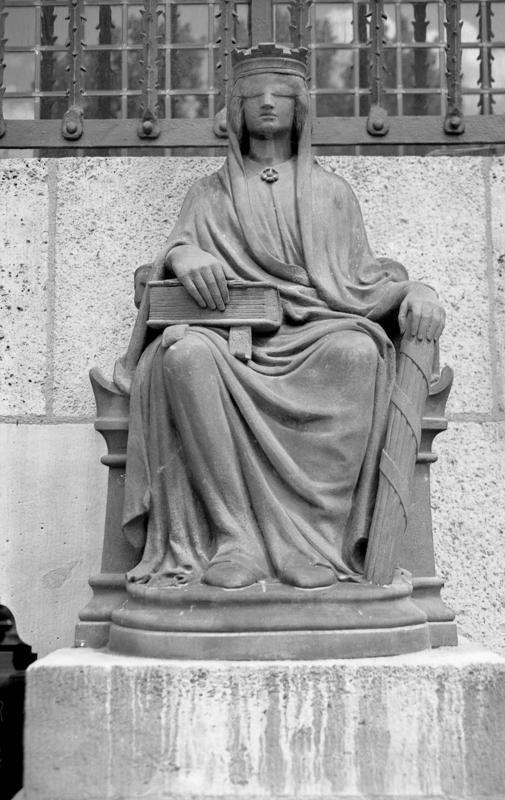
Allégorie de la Justice (Tribunal régional Berlin)

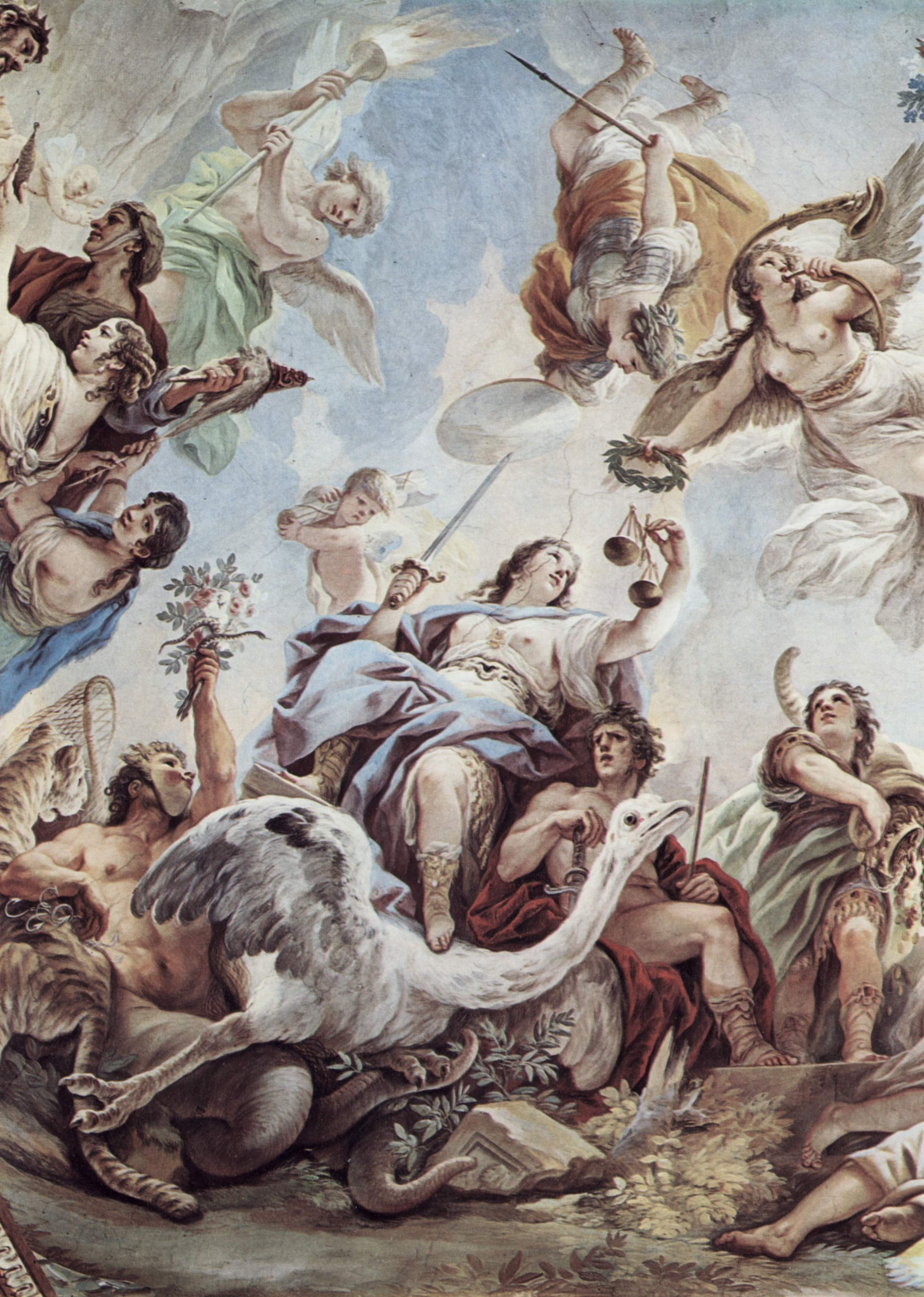
Fresque de Luca Giordano représentant la justice (Palazzo Medici Riccardi, un des palais Renaissance de la ville de Florence)

La justice est un principe philosophique, juridique et moral fondamental : suivant ce principe, les actions humaines doivent être approuvées ou rejetées en fonction de leur mérite au regard de la morale (le bien), du droit, de la vertu ou de toute autre norme de jugement des comportements. La justice, principe à portée universelle, connaît des variations suivant les cultures. La justice est un idéal souvent jugé fondamental pour la vie sociale et la civilisation.
Pour des raisons de clarté, cet article traite séparément de la justice dans plusieurs acceptions :
- la justice au sens philosophique d'idéal individuel ou collectif ;
- la justice comme norme émanant d'une société ou d'un corps d'autorité.

## Définitions

### Étymologie
L'étymologie du mot « justice » est conforme à son histoire. Le droit romain, créateur de la première justice-institutionnelle de l'histoire est aussi à l'origine linguistique du mot. En latin, la justice se dit « justitia,ae » (écrit dans cette langue « iustitia »), nom féminin provenant de « justus » qui signifie « conforme au droit », ayant lui-même pour racine, « jus - juris » « le droit » au sens de permission, dans le domaine religieux. Son étymon est parent avec le verbe « jurare », « jurer » qui désigne une parole sacrée, proclamée à haute voix. Proche, le mot « juge » renvoie au latin « judex » qui signifie « celui qui montre ».
Néanmoins, d'autres pistes étymologiques sont avancées. Dans Jus et le Code civil : Jus ou la cuisine romaine de la norme, Robert Jacob propose une étymologie formée à partir du mot « jus » (la sauce en latin), lié alors à la symbolique sacrificielle.
Le philosophe britannique, John Stuart Mill estime que le terme « justice » est dérivé du verbe latin « jubere » - « ordonner, décréter » - ce qui permet d'établir un lien entre l'ordre qui énonce le droit et le juste qui lui est conforme. La philologie moderne porte intérêt aux origines religieuses du terme, indiscutables ; il aurait ainsi pour racine le sanskrit « ju », qui se retrouve dans des termes comme « jugum » (le « joug ») ou le verbe « jungere » (« joindre, unir »), notions où domine le sème du sacré.
La justitia latine, cependant, ainsi que le jus, se sont de bonne heure séparés de la religion, même si les premiers textes, ceux des Douze tables, par exemple, vouent les contrevenants à la malédiction : « patronus si clienti fraudem fecerit, sacer esto », soit : « Si un client trompe son patron, qu'il soit maudit. ». L'étymon latin est conservé dans la terminologie juridique, à travers les notions de jus cogens (droit impératif en droit international), de jus soli (droit du sol) ou de jus gentium (droit des gens, des peuples, devenu équivalent des Droits de l'homme aujourd'hui).

### Notion polysémique
Fondamentalement, la justice est polymorphe, dépendant des époques et des civilisations.
Pour la philosophie occidentale antique, la justice est avant tout une valeur morale. La « justice morale » serait un comportement alliant respect et équité à l'égard d'autrui. Cette attitude, supposée innée dans la conscience humaine serait elle-même à l'origine d'un « sens de la justice », valeur universelle qui rendrait l'être humain apte à évaluer et juger les décisions et les actions, pour lui-même et pour autrui. La justice en tant qu'institution est l'organe social constitué de la justice en tant que fonction qui doit « rendre la justice » et « dire le droit ».
La culture populaire a retenu des expressions consacrées comme la « justice de Salomon » et celle d'Aristote, la « justice d’Antigone » opposant les « lois non écrites » de la conscience aux lois écrites de la Cité.
La notion de justice désigne à la fois la conformité de la rétribution avec le mérite et le respect de ce qui est conforme au droit d'autrui : elle est donc indissociablement morale et juridique. Mais le concept est aussi culturel et ses applications varient selon les coutumes, les traditions, les structures sociales, et les représentations collectives. En philosophie, la justice renvoie à d'autres concepts comme la liberté, l'égalité, l'équité, l'éthique, la paix sociale. De manière générale, on distingue la justice dans son sens moral, l'on parle alors de légitimité, et la justice dans son sens juridique, l'on parle alors de légalité.
L'histoire de la notion de justice est liée à l'histoire des peuples et des civilisations. Ses diverses conceptions et applications sont le résultat de la pensée et des conditions de vie de l'époque. Son étude exige donc une approche mêlant philosophie, théologie, économie, morale et Droit politique.
Au sein de la notion générale et polysémique de justice ; on distingue ainsi :
1. Le principe moral qui exige le respect du droit et de l'équité ; on parle alors, dans des expressions figées, d'« idée de justice », de « faire régner la justice » ou encore d'« amour pour la justice » ;
2. La qualité morale qui demande le respect des droits d'autrui, et, ainsi, accomplir tous les devoirs de la société ; l'expression « agir avec justice » exprime ce sens ;
3. Le droit de dire ce qui est légalement juste ou injuste ; le terme est alors juridique et participe au fondement du Droit comme norme (« exercer la justice avec rigueur et impartialité ») ;
4. L'action d'une institution chargée de l'application de la justice (« demander justice ») ;
5. L'institution en elle-même, responsable de son application et de son maintien dans le corps social. On la distingue alors par une majuscule (« la Justice » personnifiée) ;
6. Le sentiment individuel face à une situation ou à un choix, soit en en montrant les défauts (« faire justice de quelque chose »), soit en réfutant un propos ou une idée, en réparant un tort, ou en se vengeant d'une action d'autrui (« se faire justice »).

Le terme étant très utilisé, on dénombre de multiples locutions et tournures idiomatiques utilisant le mot « justice », mais comportant des sens et des situations d'usage différents :
- « faire justice » : châtier, juger ;
- « rendre justice à » : reconnaître les mérites de quelqu'un ;
- « demander justice » : acte par lequel on obtient son dû ;
- « être raide comme la justice » : renvoie au sens allégorique.

Le mot « justice » a pour antonyme celui d'« injustice » (du latin, injustitia : rigueur injuste) signifiant absence de justice. Il s'agit d'un antonyme parfait car ce sont avant tout des concepts philosophiques marquant des catégories précises de la pensée.
Le substantif « justice » possède enfin de nombreux dérivés tels :
- « justicier » (celui qui fait justice, qui agit pour l'application de la justice, qualifiant le pouvoir justicier comme institution, et, récemment, comme particulier se faisant justice soi-même, sans avoir recours au Droit) ;
- « justiciable » au sens de qui relève de telle juridiction, parmi les plus employés ;
- le justicialisme (et son adjectif : justicialiste) est ainsi « une doctrine politique dont s'est réclamé le régime établi en Argentine de 1946 à 1955 par le président Peron »[5] dont le nom officiel du parti était Parti justicialiste.

#### Justice comme idéal

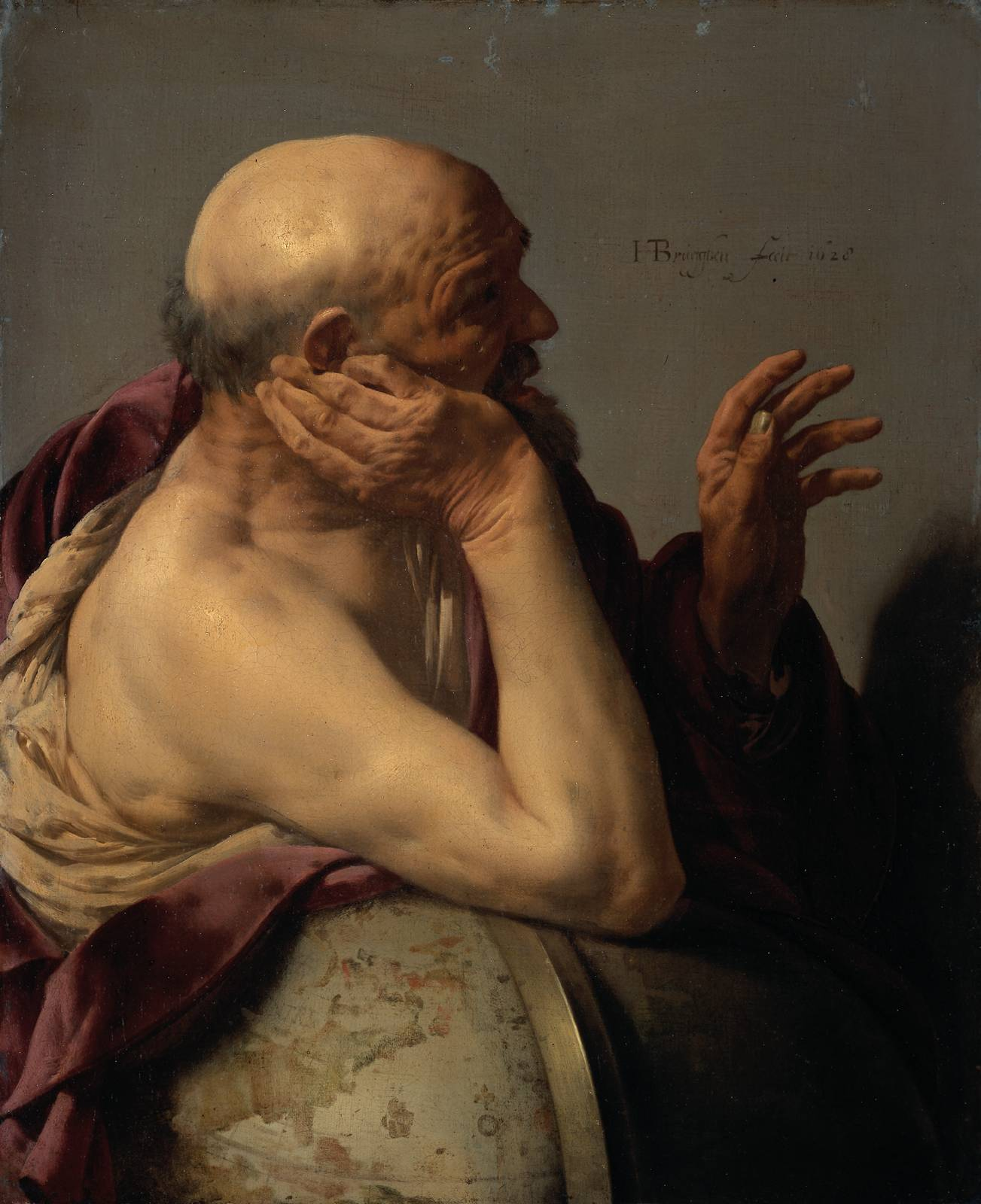
Héraclite, premier philosophe connu pour son étude du sens de la justice. Toile de Hendrick ter Brugghen exécutée en 1628. Rijksmuseum, Amsterdam.

La justice est assise sur des bases philosophiques dont le développement témoigne de l'évolution de la pensée et des systèmes.
Les penseurs ont très tôt soulevé la question d’une justice universelle indépendamment des sociétés humaines, c'est-à-dire une idée en soi, par opposition à une justice culturelle, c'est-à-dire contingente.
En occident, la première trace écrite d'une réflexion sur la justice se trouve chez le philosophe présocratique de la Nature, Héraclite qui affirma au Ve siècle av. J.-C. : « S'il n'y avait pas d'injustice, on ignorerait jusqu'au nom de la justice », la définissant par son antonyme. Selon lui l'idéal de justice en soi se comprend par le refus d'un état d'injustice, assimilé au chaos social.
La justice comme idéal individuel ou collectif fut le sujet de nombreuses théories philosophiques et métaphysiques, souvent associées aux notions de Liberté, d'Égalité ou de Société, au souci d'égalité d'accès à la justice et à la réparation (par la fourniture gratuite de droits de défense par exemple) car dans les faits, les nantis et les personnes cultivées ont souvent plus de facilités pour accéder ou échapper à la justice et pour se défendre,.

#### Justice comme norme

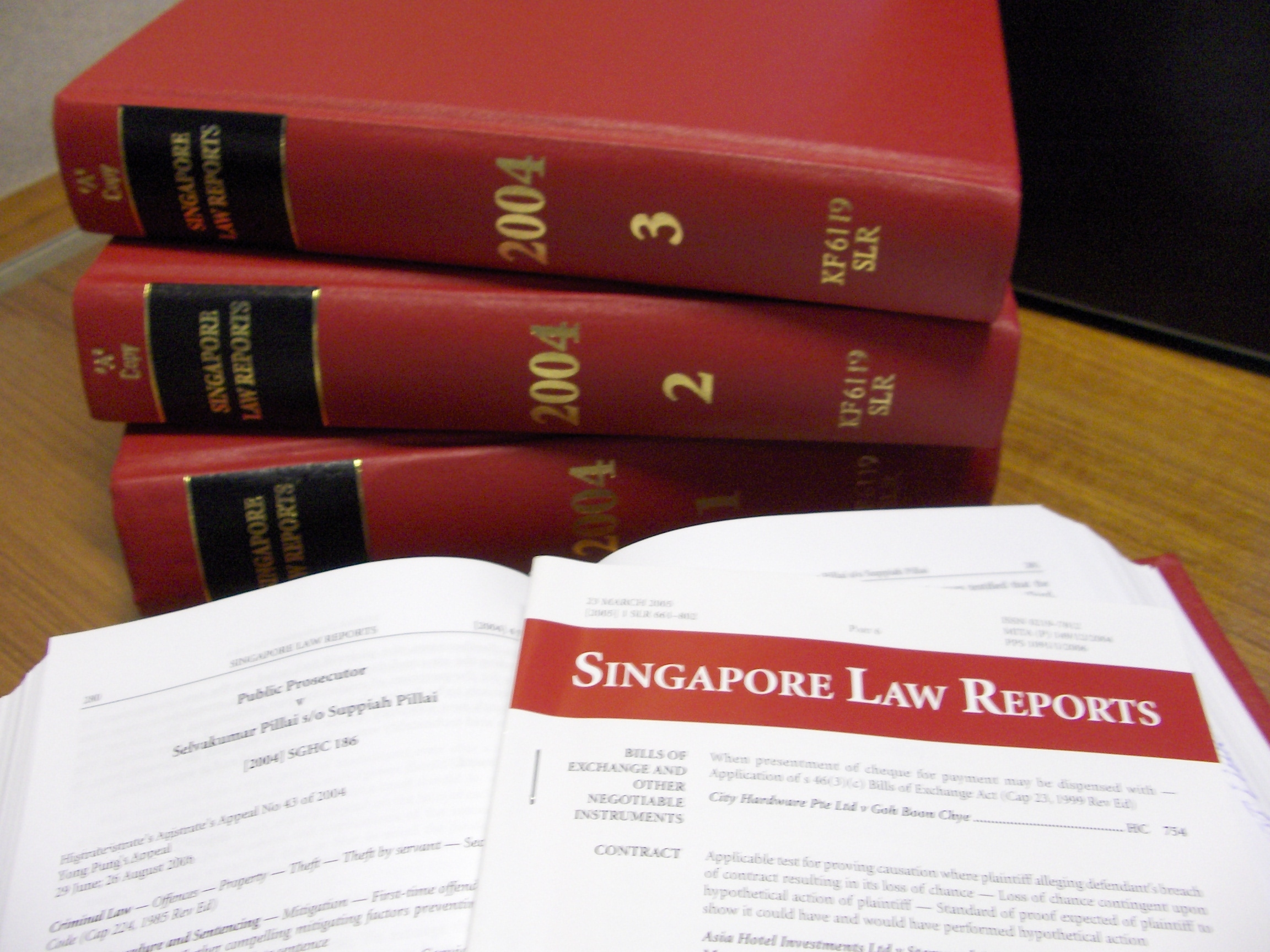
La justice, une norme : revues de jurisprudence

La Justice devient une réalité pratique et non plus philosophique dans la Rome antique par l'apparition d'une norme application : le droit.
La justice obéit désormais à des règles. La responsabilité de l'auteur (étymologiquement l'auteur est celui qui amplifie, ici un acte mauvais et répréhensible) est évaluée par rapport à une norme préexistante. Tout comportement qui dévie de la norme voit son auteur sanctionné sur la base d'un règlement qui matérialise, par des textes, l'échelle des sanctions à appliquer proportionnellement à l'écart constaté avec la norme.
On distingue alors deux justices, fonctionnant selon deux normes différentes mais complémentaires : la justice privée et la justice publique. La justice privée est rendue en dehors de l'État, c'est la médiation mais aussi la loi du Talion. Cette justice, la plus ancienne (voir le paragraphe historique) est à l'origine du droit privé que l'on pourrait qualifier de « droit des individus ». La justice y est ici une « affaire privée », un conflit entre particuliers. C'est selon l'adage juridique latin : « Justitia est constans et perpetua voluntas jus suum cuique tribuendi » (soit « La justice consiste en la volonté constante et continuelle de donner à chacun son droit »).
La justice publique est rendue par l'État. Son domaine par excellence est le droit pénal. Quand un crime a eu lieu, l'État considère qu'il ne peut laisser seul les individus régler le problème, il intervient. La justice publique est donc une « affaire publique » et donc un droit extérieur aux individus : le droit public.

#### Justice comme institution

La justice, une institution : institution judiciaire en Belgique.

Par extension, la justice a été assimilée au pouvoir judiciaire (l’ensemble des tribunaux et magistrats qui jugent les infractions). Il n’y a pas de lien nécessaire entre l’idéal de justice et l’institution judiciaire.
Si ce pouvoir a évolué au cours de l'histoire et des sociétés, depuis son invention, il est une institution fonctionnelle spécialisée dans le maintien (les Codes par exemple), le développement (la jurisprudence par exemple), et l'application de la justice (le jugement). Créée par la nécessité d'organiser la société, l'institution juridique est diverse selon l'époque ou la région du monde.

L'histoire de la justice s'intéresse à l'institutionnalisation du droit inspirée par les conceptions philosophiques de l'époque. Mais la justice n'est pas uniforme et il existe actuellement plusieurs systèmes juridiques qui correspondent à diverses organisations de la justice.

## Typologie
Le concept de justice est étudié en Europe dès l'Antiquité.
Des classifications diverses ont été proposées, selon l'origine, le but ou les moyens de mise en œuvre de la justice. La justice sert-elle à protéger les individus ? La société ? Qui crée la justice ? Faut-il punir ou soigner le criminel ? Autant de question que les philosophes ont tenté de résoudre.
Mais il n'existe aucune classification qui fasse le consensus car le concept même de justice dépend de la société qui l'applique.

### Antiquité
Le premier arrêt de tribunal connu dans l'histoire de l'humanité remonte à l'époque sumérienne. La justice ainsi que la loi et l'éthique, furent des concepts fondamentaux dans l'antique Sumer ; ils étaient rendus autant en théorie qu'en pratique. La vie économique et sociale sumérienne en étaient donc fortement imprégnée. Ensuite, pendant l'Antiquité, la justice est distinguée entre deux concepts différents : le Droit et la Morale. La justice-morale ou Diké (Δίκη) est différente de la justice légale ou droit comme pouvait la considérer les romains au travers du droit romain.
Pour les Grecs, le juste est dikaion (terme dérivé de « Diké », la justice). La justice est une vertu et non une règle. Le juste est ce que nous devons établir dans nos relations avec les autres. Le juste établit l’égalité et l'équité entre les membres de la Cité. Pour Platon, il existe une analogie, un lien essentiel entre la justice dans l'âme et la justice dans la Cité. Faire régner l'harmonie entre les différentes parties de l'âme humaine permet de faire régner l'harmonie dans la Cité. Il n'existe pas de cité juste sans hommes justes. Aristote distingue la justice "commutative" celle qui concerne l'achat et la vente (égalité) et la justice "distributive". Cette dernière consiste à répartir les ressources (revenu, propriété, activités et autres avantages) et les contraintes (répartition des dommages causés à autrui, peines correctives et impôts payés) en fonction du mérite (équité).
À la Rome Antique, le concept se transforme, la diké fait place à la conception romaine du droit (« Jus, juris »). Le but de la justice devient alors de protéger les droits des citoyens romains et des autres nations (ou jus gentium).

### Époque moderne

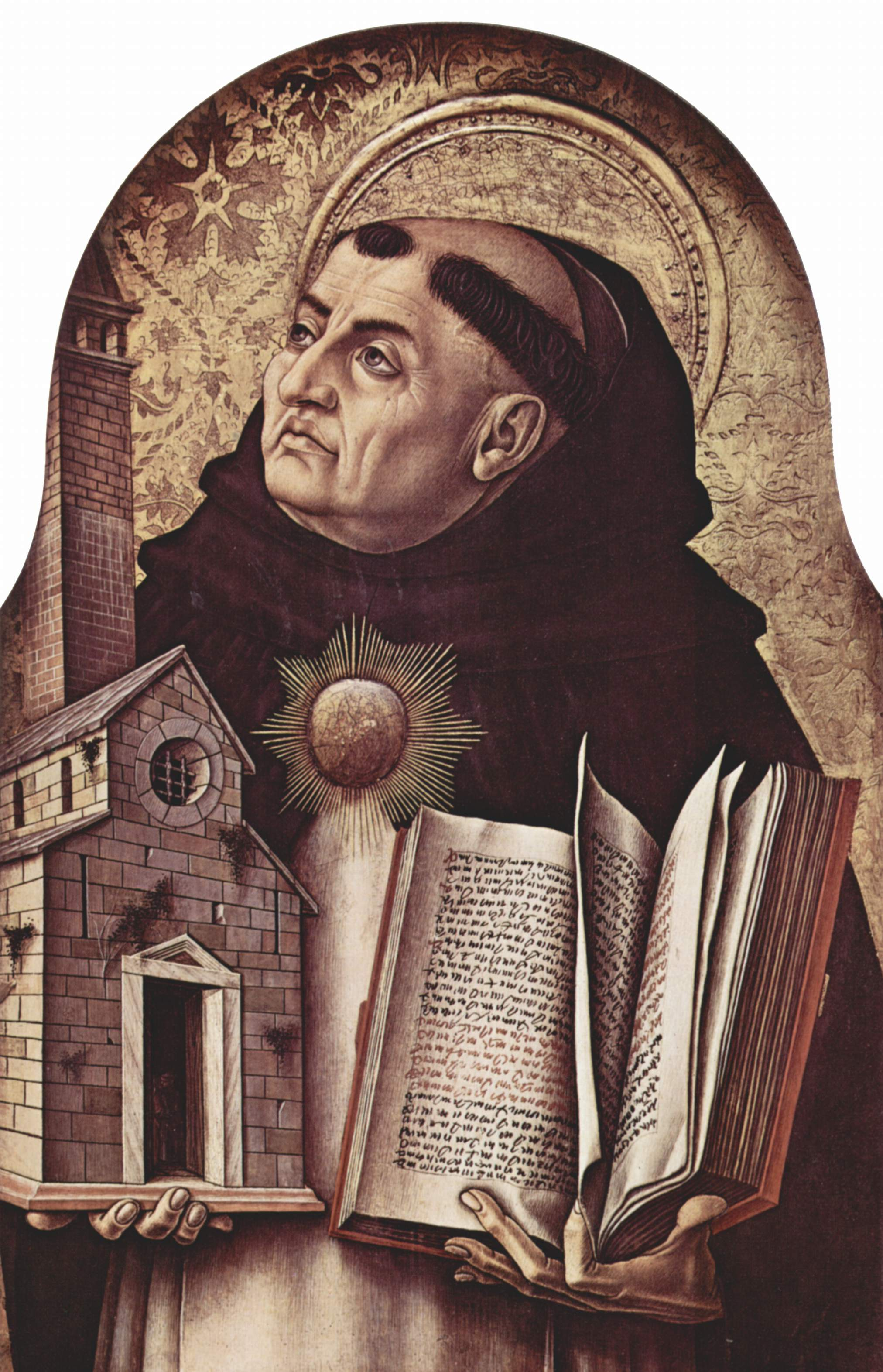
Saint Thomas d'Aquin : pour lui, la justice est une morale

Au Moyen Âge, l'étude de la justice se systématise et différents types sont définis. Saint-Thomas d'Aquin initie la conception morale de la justice en Occident : « La justice est la disposition par laquelle on donne, d’une perpétuelle et constante volonté, à chacun son droit ». La justice est séparée en deux principaux types de justice, la justice dite générale (ou légale) et la justice particulière qui peut être commutative ou distributive. Les différences faites entre les types de justice sont encore largement de rigueur dans la pensée actuelle.

#### Justice «générale»
Dite aussi légale, qui consiste dans l'observance du bien commun. Les philosophes modernes comme John Rawls y voient l'ancien terme désignant la justice sociale, celle que la loi permet. Aristote l'oppose à la justice naturelle. Ce faisant, Aristote décrit le droit naturel, celui émanant des dieux pour le monde grec, et le monde des hommes, promu par la loi.

#### Justice «particulière»
Également tourné vers le bien commun, ce type de justice fondamentale ordonne et règle le comportement d'un individu auprès d'un autre ; elle est davantage casuistique. Elle se subdivise elle-même en deux types, selon qu'elle règle les rapports entre particuliers (justice commutative) ou entre particuliers et société (justice distributive), conception venant d'Aristote.

##### Justice commutative
La justice commutative (ou corrective) est inspirée par Aristote. Elle « vise simplement la réalisation de la rectitude dans les transactions privées ». Elle est « un genre de justice qui fait abstraction des mérites personnels pour déterminer selon une stricte égalité arithmétique ce qui est dû à chacun ». Elle a pour but de rétablir l'égalité lorsque celle-ci est rompue au moment d'un échange, lorsqu'un cocontractant a exécuté son obligation et l'autre pas encore, ou d'un dommage. Rendre une justice commutative est le rôle propre du juge dans les procès où il intervient comme tiers entre les parties en conflit (Éthique à Nicomaque, V, 7).
On la retrouve dans la pensée de nombreux économistes libéraux tels : Adam Smith, Friedrich Hayek, et ceux nommés, en référence à Vilfredo Pareto, « les Paressiens ». Évacuant l'intervention d'un arbitre allouant à chacun les biens en fonction de mérites qu'il détermine lui-même, la justice commutative suffit au bon fonctionnement d’un marché libre et spontané, dominé par le « laissez-faire » ; la justice n'étant pas l'émanation de la volonté d'un organisme comme l'État.

##### Justice distributive
Du latin distributiva justitia signifiant : « le juste dans les distributions », la justice distributive règle la répartition des biens entre les membres de la société pour le bien commun. Elle considère les mérites des individus, et distribue les biens selon une part proportionnelle à ceux-ci. L'échelle des mérites n'est pas universelle et varie en fonction du régime politique et des valeurs qu'il proclame : la vertu pour l'aristocratie, la richesse pour l'oligarchie, la liberté ou le mérite en lui-même pour la démocratie, etc. À la différence de la justice commutative, la justice distributive est fondée sur une égalité géométrique.
Contrairement à la justice commutative qui ordonne l'égalité des parts échangées, elle commande l'égalité des proportions à raison des mérites. « La justice [distributive] tendra par exemple à ce que le même rapport existe entre les honneurs que nous décernons à Mozart et à Puccini et entre les qualités respectives des musiques de ces deux compositeurs ». Une fois les biens correctement distribués, il faut maintenir les parts en l'état, ce qui est le rôle de la justice commutative.
Bien plus tard John Rawls utilise l'expression en lui donnant un sens différent. La justice distributive de Rawls se fonde avant tout sur des données sociologiques, en premier lieu le fait que les inégalités se transmettent de père en fils et deviennent des inégalités subies depuis la naissance, ce qui est un état de fait injuste. Elle admet donc l'existence d'une inégalité (en version originale anglaise : unfairness) originelle qui est injuste. Il distingue ainsi la liberté commerciale qui régule le marché, et la liberté personnelle où réside le seul et unique concept de justice. La justice sociale s'en est largement inspirée, à travers la pensée de Bentham et son principe du plus grand bonheur pour le plus grand nombre.

#### Autres types de justice
En marge de ces deux types fondamentaux de justice d'autres types de justice sont évoqués. Même si, en dépit des différences évoquées, les auteurs n'y voient parfois qu'un jeu polysémique.
- la justice procédurale, fondée sur le principe d'équité, et qui est utilisée surtout au sein des contrats et des organisations, est d'inspiration psycho-sociologique. On la nomme aussi la justice déontologique ou organisationnelle.
- la justice restauratrice qui se fonde sur la restitution de la lésion entre deux parties, c'est pourquoi on la nomme aussi la justice correctrice. Elle met en œuvre la coercition, donc l'intervention des pouvoirs publics, car elle met l'accent sur la réparation des préjudices provoqués par le délit. Le droit démocratique use de ce type de justice, à travers l'obligation de réparation de l'accusé, ou au moyen de « conférences restauratrices »[20]. Les travaux d'intérêt général sont ainsi une forme de justice restauratrice, de même que le paiement des dommages et intérêts en droit privé.

## Philosophie de la justice
En philosophie, on utilise le terme « justice » dans des sens différents mais souvent complémentaires. Il peut être utilisé pour désigner le caractère de ce qui est soit conforme au droit, soit impartial ou alors considéré comme bien sur le plan moral.
La philosophie de la justice cherche à répondre à de nombreuses questions. Les règles du droit doivent-elles être établies à partir de considérations générales, éthiques ou religieuses ? Ou au contraire seul compte en définitive le droit positif, c'est-à-dire l'ensemble des règles appliquées effectivement à un moment donné dans un pays donné ? Dans cette seconde hypothèse, une autre question se posera, à savoir celle de l'origine du sentiment de révolte et d'injustice que nous ressentons lorsque nous voyons le juste maltraité (Job) ou le triomphe du scélérat.
Alors que les anciens définissaient le plus souvent, avec Platon et Aristote, la justice vue comme la vertu consistant à attribuer à chacun sa part (Suum cuique tribuere), un principe moral source des normes du droit et objectif de l'institution judiciaire, l'idée qui s'impose à partir de Hobbes est celle d'une justice faite par et pour les hommes, échappant à la nature et fondée sur la raison. Dans le même ordre d'idées, la diffusion de l'utilisation du syllogisme dans le raisonnement juridique permet (ou suppose) l'utilisation d'une logique qui se fonde sur l'argumentation a pari, selon laquelle les cas semblables doivent subir des traitements analogues.
Mais qu'on la considère d'abord comme une vertu ou comme une institution, la notion de justice est depuis Hobbes au cœur de la philosophie politique et de la philosophie morale.

### La justice comme une harmonie: Platon et Aristote
Dans la philosophie morale antique, la justice est essentiellement une vertu.
Dès les premiers temps de la démocratie athénienne, la justice est considérée comme une nécessité qui participe de l’ordre de l’univers et non seulement de l’homme. Elle y est vue comme une harmonie, comme un principe de concorde et comme une vertu partagée. C'est même la vertu principale, celle qui engendre toutes les autres. Le transgresseur outrepasse donc son rôle dans l'univers et crée un déséquilibre, en premier lieu dans la Cité, lieu de l'organisation humaine à l'image de celle du Cosmos.

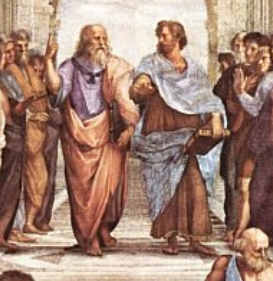
Platon et Aristote, Raphaël fresque de L'École d'Athènes, (détail), (1511), chambre de la Signature, Musées du Vatican.

Les sophistes seront les premiers à briser cette union en affirmant que les lois sont artificielles, qu’elles n’existent que pour assurer la conservation de la communauté et la satisfaction de ses intérêts. Leur conception de la justice comme instrument de pouvoir sera critiquée par Socrate, dans une opposition qui reparaîtra tout au long de l'histoire.
Selon Socrate (dont l'enseignement a été transmis par Platon), la justice peut être comparée à la médecine qui préserve la santé du corps. Cette métaphore, reprise maintes fois par la philosophie grecque puis romaine, assimile le corps social au corps biologique. La justice est alors la préservation de la santé de la société, la vertu par excellence, étroitement liée à un autre concept idéal : l’éducation des citoyens. Si la polis (c'est-à-dire le bon gouvernement de la Cité) en est la condition, la justice est avant tout une qualité individuelle : Il s'agit en effet d'une disposition de l’âme, d'une vertu sans laquelle la société ne saurait être juste.
Dans La République, dialogue sous-titré « De la justice », Platon établit un parallèle entre justice de l’âme et justice politique par lequel le microcosme (l'homme et ses vertus) est en phase avec le macrocosme (le cosmos et la Cité), ordonné et harmonieux. L'idée de justice, qui permet le maintien de l'ordre, procède de ce parallèle. Dans la société, la justice platonicienne repose sur l'équilibre de trois parties sociales décrites dans La République : les philosophes qui dirigent la Cité, les guerriers qui la défendent et les artisans ou producteurs qui veillent à sa prospérité. Mais elle est aussi un état de faiblesse lorsqu'on la réclame : dans Gorgias, il est dit que les esclaves, en réclamant justice, expriment par là même leur condition inférieure. Finalement, « Il s'agit pour Platon, dans sa réflexion sur la justice, de sortir d'une simple logique de la rétribution - c'est-à-dire, au fond, de sortir d'une simple logique morale ».
On doit à Aristote une distinction essentielle entre deux aspects de la notion de justice : une justice relative, individuelle, qui dépend d'autrui et une justice globale et communautaire. La première est une vertu ; la seconde concerne les lois et la constitution politique et relève de la raison. Cette distinction se maintiendra dans la tradition occidentale jusqu'à la Théorie de la justice de John Rawls, un ouvrage qui présente la justice comme un refus de prendre plus que ce qui nous est dû. D'idéale, la justice devient ainsi politique. Aristote dit de la diké (« justice » en grec) qu'elle est l'ordre objectif de la communauté politique. Dans le livre V de son ouvrage fondateur l'Éthique à Nicomaque, il distingue l'injuste du juste par le fait que ce dernier est « ce qui produit et conserve le bonheur et ses parties pour la communauté politique ».
Aristote ne se contente pas de reprendre l'idée de Platon selon laquelle la justice est la vertu principale. Pour lui : « La vertu de justice est la vertu par laquelle l'être humain accomplit sa finalité éthique ». Au contraire de Platon, il fait dépendre cette vertu d'une situation et, en conséquence, d'éléments extérieurs à l'action de l'homme vertueux. Si pour Platon la justice consiste à donner à chaque partie (et à chaque homme) la place qui lui revient dans le tout, pour Aristote elle consiste à conformer nos actions aux lois afin de conserver le bonheur pour la communauté politique: « le juste est le bien politique, à savoir l'avantage commun ».

### Justice divine et justice humaine

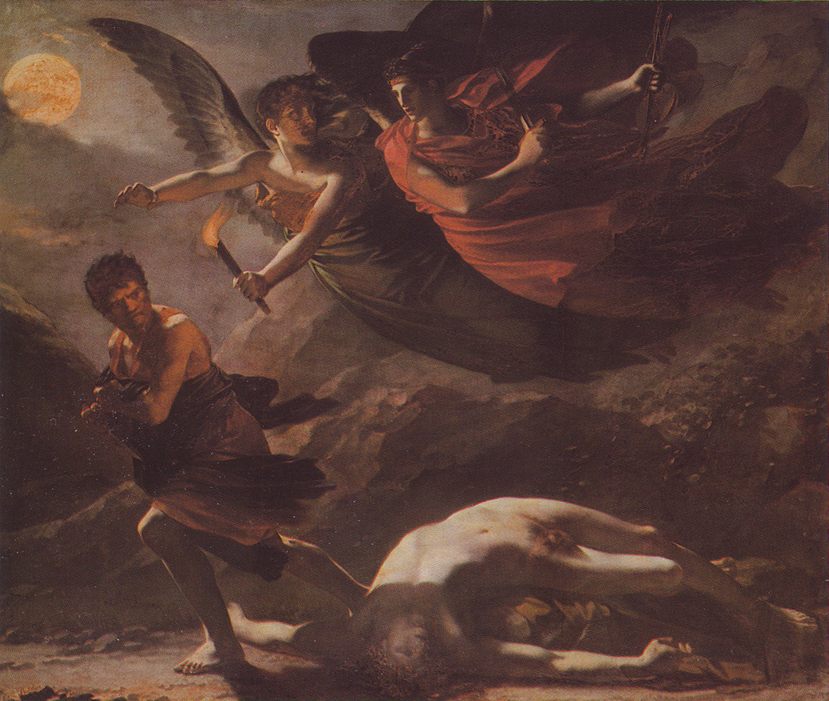
La Justice et la Vengeance Divine poursuivant le Crime, Pierre-Paul Prud'hon, 1808, musée du Louvre.

#### Des stoïciens à la justice chrétienne
L'école stoïcienne est la première à exprimer l'universalité de la justice, en affirmant que le souci de justice est commun à tous et à toutes les sociétés. Cicéron reprend et développe ces idées en affirmant que la justice émane d'une société hiérarchisée (De Natura deorum, III, 15) et qu'elle est la « reine de toute vertu » (De Officiis, III, 6); par ailleurs, elle coïncide strictement avec l'équité (Rhetorica ad Hernnium, III, 2), enfin, elle est la vocation naturelle de l'homme (De Legibus, I, 10, 28).
Avec l'avènement des religions monothéistes, la notion de justice va devenir étroitement liée au champ religieux et théologique.
Le christianisme, en Europe, développera ainsi la conception d'une justice divine fondée sur les Saintes Écritures, telles le livre d'Ezéchiel qui énumère les critères de justice (18, 5-32) ou les paroles de saint Paul (livre de Habacuc, 2,4 et Épîtres aux Romains). Pour saint Paul, la justice est un acte de pouvoir et d'origine divine, liée à l'acceptation ou au refus de la justification de l'âme. Saint Paul critique la justice de la tradition juive, accusée de se maintenir sur des règles automatiques (la Torah, la « Loi »).

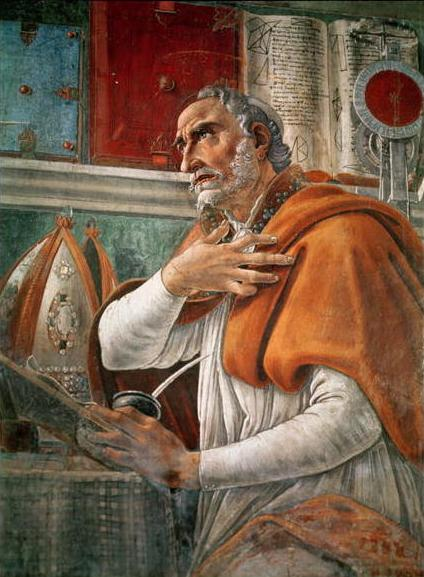
Saint Augustin, par Sandro Botticelli. Fresque de l'église Ognissanti, Florence, v. 1490.

La justice divine au cœur de la pensée médiévale chrétienne trouve sa source dans l'héritage romain, et surtout chez Cicéron qui explique (dans De Officiis, I, 24) que la justice consiste à « donner à chacun le sien » expression à laquelle les canonistes font souvent allusion, surtout saint Ambroise qui y voit une justification a priori de la Foi et de l'Amour chrétiens. Par ce retour constant des théologiens à l'héritage romain, « La res publica devient ainsi une société de chrétiens bâtie sur les analyses du droit romain ».
Cette conception et son argumentation seront le terreau sur lequel la pensée de saint Augustin se développera, influençant profondément la théologie et la morale occidentales. Dans son ouvrage, De Civitate Dei (La Cité de Dieu), le théologien affirme que la loi est avant tout divine, et que l'injuste provient de la Chute et du péché originel. La justice est dès lors l'émanation de la Grâce, et le respect de l'imitation du Christ. Saint Augustin est également le premier penseur chrétien à relier la question de la guerre à la notion de justice (dans Quaestiones in Heptateucum, 6, 10), qui durera jusqu'au XXe siècle, de l'École de Salamanque jusqu'à la théorie de la guerre juste. Le concept de guerre juste, que saint Augustin formalise, notant que l'Ancien Testament montre de nombreuses guerres approuvées par Dieu, est ce qui donnera naissance au droit international par la suite. Pour saint Augustin, « la justice n'est que dans la volonté ». À sa suite, diverses conceptions théologiques apparaissent : Laitance pense que la justice se manifeste à travers l'aide aux pauvres (Divinarum Institutiones, VI, 12), Saint Ambroise invente la notion de justice collective, et saint Anselme explique que : « la justice est la droiture de la volonté conservée en soi ». Le droit canonique naîtra de leurs exégèses, dès le XIIe siècle, avec le recueil Decretum (Les Décrets) de Gratien.

#### Deux traditions: Duns Scot et saint Thomas d'Aquin
Saint Thomas d'Aquin adapte la conception d'Aristote aux institutions chrétiennes ; en cela, il prône une justice légale. Il distingue par la suite le droit naturel et le droit positif, provenant de cette dichotomie, sans les opposer.
Le droit positif concrétisant et fixant les règles en gardant pour idéal, pour objectif le droit naturel. Par ailleurs, Saint Thomas fonde l'étude psychologique de la justice, en expliquant que l'épikie est la vertu directrice de celle-ci dans l'homme, sorte de conscience droite.
Dès lors, la théologie morale de la justice va évoluer vers la scolastique et la casuistique. Saint Thomas va étudier les écarts à la justice que Dieu fit dans la Bible, notamment après avoir promulgué le Décalogue. Ces exemples vont alors permettre de distinguer deux conceptions philosophiques et politiques du droit et de la justice divergentes : celle de Saint Thomas d'un côté et celle de Duns Scot de l'autre.
Alors que le premier explique que Dieu obéit à sa justice, Duns Scot lui pense que la loi est un moyen utilisé par le législateur, qui n'en est donc pas moralement assujetti. Avec lui, et avec la critique selon laquelle Saint Thomas instaure une théorie déterministe de Dieu, « La justice abandonne sa dimension initialement spirituelle et théologique pour entrer dans une dimension désormais autonome par rapport à la vie sociale ». La notion de pouvoir apparaît également (ce que Dieu peut imposer est juste), ainsi que celle de justice comme norme. Enfin, avec Duns Scot, le législateur humain devient l'image fidèle du pouvoir absolu de Dieu et, ainsi, la théorie de la justice terrestre devient complètement autonome vis-à-vis du cadre du droit naturel.

#### Leibniz
Leibniz, tout au long de son œuvre, va jeter les fondements d'une nouvelle science, la science du droit. Leibniz propose alors une méthodologie, innovante par rapport à ses prédécesseurs, notamment dans son ouvrage Éléments de droit naturel (1670-1671). Leibniz est lui-même un homme de droit : philosophe, il travailla sur des séries de textes juridiques qui lui permettront d'être nommé juge à la cour de Mayence en 1670. Il mène, à côté de son métier, un travail de théoricien du droit et de théologie, surtout avec Essais de Théodicée en 1710. Leibniz critique en premier lieu la conception du droit naturel de l'époque, fondée sur la notion de droit subjectif (le droit comme une qualité morale de la personne, héritée de Grotius), et conduisant à une société d'obligations. La justice humaine est pour lui « dérivée de la justice divine, comme d'une source » (Le droit de la raison). En réalité, pour Leibniz, Dieu lui-même est assujetti à la justice, en cela il s'oppose aux doctrines volontaristes de René Descartes et de Thomas Hobbes qui, en pensant que la justice vient de Dieu, soutiennent un despotisme divin, niant le libre-arbitre : « La justice ne dépend point des lois arbitraires des supérieurs, mais des règles éternelles de la sagesse et de la bonté dans les hommes aussi bien qu'en Dieu. » explique-t-il dans ses Réflexions. Pour Leibniz, la justice est une émanation de la Raison et il s'agit donc d'une notion commune. Dès lors la voie est ouverte pour Leibniz, permettant de créer la science du juste - la jurisprudence - qui « doit s'expliciter en un système de règles générales complet et cohérent, dérivant d'un petit nombre de principes ». Leibniz fonde donc une nouvelle épistémologie qui sera la source du droit moderne et positif. Son ouvrage Nova Methodus de 1667 présente ainsi la méthode jurisprudentielle comme une manière d'approcher la perfection du « jurisconsulte parfait », qui doit lui-même être marqué par « la charité du sage » (« caritas sapientis »).

### Justice, morale et société

#### Justice et théorie morale: David Hume
David Hume, à travers son Traité de la nature humaine (1740), veut fonder un système complet des sciences morales. Hume fait de la justice une vertu ; de manière empirique il procède à une classification des vertus. L'action vertueuse remarque-t-il est celle qui procure un certain plaisir à celui qui l'observe. À partir de ce constat objectif, Hume distingue les sources, dans l'individu, du jugement moral :
- le désintéressement le caractérise ;
- la sympathie permet au sujet de dépasser le point de vue de son intérêt personnel et autorise l'impartialité.

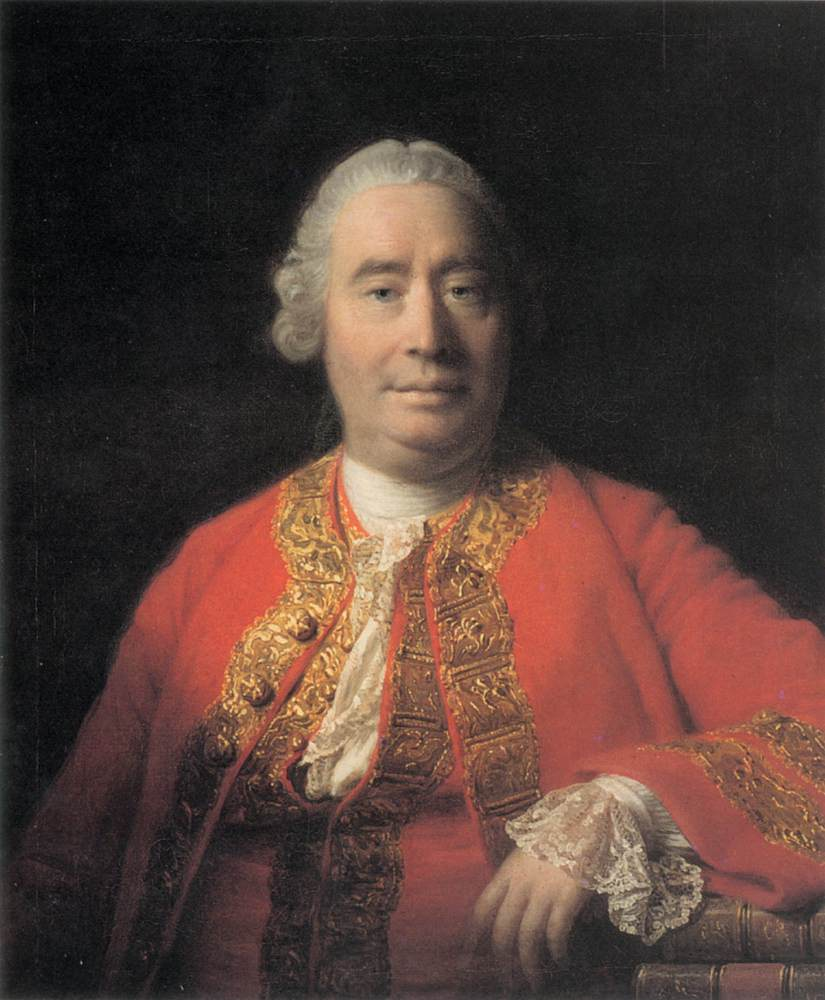
David Hume

Hume introduit par ailleurs les notions d'agent et d'objet de l'action morale, que le droit positif intègrera. Par ces quatre concepts, Hume aboutit à quatre types de vertus : « Nous tirons en effet un plaisir de la vue d'un caractère utile à autrui ou à la personne elle-même, ou d'un caractère agréable à autrui ou à la personne elle-même ». Hume conclut à la suite d'une longue étude du jugement et des actions moraux que la justice se définit par rapport à des règles générales, vis-à-vis d'une norme édictée. Cette conception lui permet de relativiser la justice comme idéal : il en fait ainsi une « vertu artificielle » car utile à l'agent de l'action. Hume fonde la doctrine utilitariste de la justice, reprise plus tard par Jeremy Bentham et Adam Smith. Le philosophe conclut que l'homme a inventé la justice, et que, par conséquent, le droit (law) précède les droits (rights). Les thèses libérales économistes reprendront cette affirmation, notamment pour justifier la notion de propriété.

#### Justice et État: Thomas Hobbes
Pour Thomas Hobbes dans Le Léviathan, la justice est créée par des règles autoritaires, publiques et impératives, destinées à permettre la vie sociale. L'injustice est ce que ces règles interdisent. Hobbes ne se préoccupe pas dans cette analyse du rapport de ces règles à la morale, mais à la vie communautaire, qui prend forme à travers l'État. La justice n'est pas immanente, elle résulte de la décision d'un pouvoir souverain, en tenant compte des lois naturelles commandées par Dieu et la raison. Ce point de vue rappelle celui de la justice vue comme un commandement divin, avec la différence que l'État (ou une autre autorité d'origine humaine) y remplace Dieu. Pour Hobbes, la justice naturelle n'existe pas ; en ce sens le droit n'est plus que positif. La justice a pour fonction dans la société :
- la conservation du sujet,

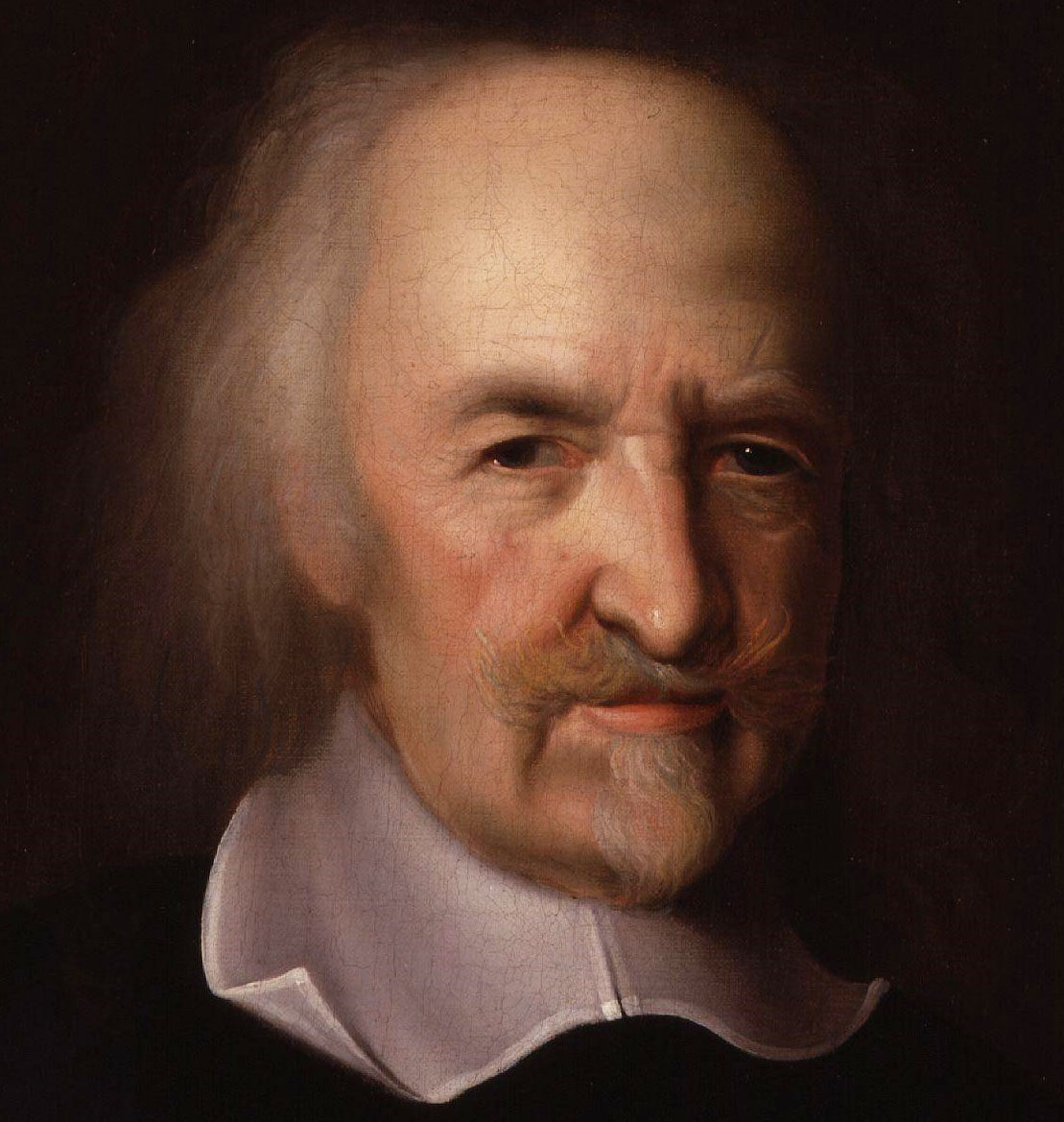
Thomas Hobbes

- l'ordre et le maintien de l'ordre social,
- l'accomplissement du contrat comme obligation.

Pour Hobbes, la justice idéale est une fiction, et la loi seule détermine les catégories du juste et de l'injuste : « Ceci est aussi une conséquence de cette guerre de chacun contre chacun : que rien ne peut être injuste. Les notions du bon et du mauvais, du juste et de l’injuste n’ont pas leur place ici. Là où n’existe aucune puissance commune, il n’y a pas de loi : là où il n’y a pas de loi, rien n’est injuste. (…) Justice et injustice ne sont nullement des facultés du corps ou de l’esprit. (…) Ce sont des qualités relatives à l’humain en société, non à l’humain solitaire ».
Les pensées de Spinoza, dans son Traité politique notamment, qui insiste sur l’importance d’une soumission volontaire à la loi ou celles d'Emmanuel Kant, qui affirme l'importance d'obéir à la loi, quelle qu'en soit la nature sont relativement proches de celles de Hobbes. Pour chacun d'eux la justice est une émanation du droit et de la société.

#### Justice comme un contrat social: Jean-Jacques Rousseau
Thomas Hobbes initie les théories du contrat social qui culminent avec la pensée de Jean-Jacques Rousseau. Selon ces philosophes, la justice dérive d'un accord mutuel de toutes les personnes concernées, ou tout au moins de ce sur quoi ces personnes se mettraient d'accord sous certaines hypothèses préalables, telles que la nécessité de l'égalité ou de l'impartialité.

Jean-Jacques Rousseau

La conception qu'a Rousseau se fonde sur la notion d'état de nature qui postule que l’homme est naturellement bon mais que rapidement la société le corrompt, jusqu'à ce que chacun agisse bientôt égoïstement en vue de son intérêt privé. Dans Du Contrat social, Rousseau montre que la société basée sur le contrat social a pour but d'aider l'homme à l’engager et à abandonner son intérêt personnel pour suivre l’intérêt général. L’État est donc créé pour rompre avec l’état de nature, en chargeant la communauté des humains de son propre bien-être. La justice règne donc au sein d'une société contractuelle, permise par le libre consentement de tous, et en vue du bien-être de tous. Le contrat social rousseauiste est davantage proche du contrat selon Thomas Hobbes en ce qu’il vise lui aussi à rompre avec l’état de nature. Pour tous les deux, la justice idéale n'existe pas en dehors d'un état social. Chez Rousseau, les citoyens sont eux-mêmes responsables de la sauvegarde de l'équité, par le principe de la volonté générale. Le contrat rousseauiste est un pacte d’essence démocrate, dans lequel le contrat social n’institue pas un quelconque monarque, mais investit le peuple de sa propre souveraineté, en cela il diffère des autres théories percevant la justice comme une donnée sociale. Cependant, à titre personnel Rousseau récuse l'idée d'une justice réelle ; dans ses Fragments politiques, il explique que les sociétés ne mettent en place que des « simulacres » de justice, et que le progrès technique et la politique accroissent constamment les inégalités, faisant de la justice comme émanation du contrat social une impossibilité historique.

#### Critique de la justice comme idéal
Dans la République, le personnage de Thrasymaque soutient face à Socrate que la justice n'est que l'expression de l'intérêt du plus fort : « Le droit naturel est l’instrument des puissants pour opprimer les plus faibles ». Proche de ce point de vue, Nietzsche estime que la justice est une conséquence de la mentalité d'esclave de la masse des faibles et de son ressentiment contre les forts. Dans Humain, trop humain il écrit : « Il n'existe aucune justice éternelle ». Une fois que la notion quitte le champ religieux et théologique, les critiques philosophiques vont récuser l'acceptation d'une justice comme un idéal éthique.
Les courants de la théorie de la connaissance, comme l'idéalisme et le scepticisme, font de la justice une idée subjective, fondée sur l'intériorité et l'imaginaire.

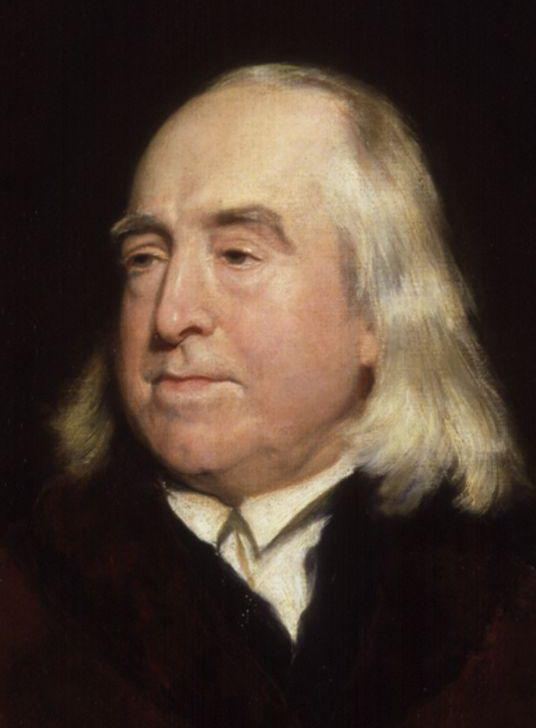
Jeremy Bentham par Henry William Pickersgill

Le courant de l’utilitarisme enfin, même s'il se fonde sur la société, critique la conception idéale de la justice, qui est chez Jeremy Bentham, l'un des représentants de l'utilitarisme, définie par la notion d'utilité. Est juste ce qui produit le « plus grand bonheur pour le plus grand nombre, chacun comptant pour un », ce que les utilitaristes nomment la maximisation des biens. L’intérêt personnel est donc pour eux l'expression de la justice, tout comme, à plus grande échelle, le marché et l'économie. John Stuart Mill, autre philosophe utilitariste expose de manière systématique la conception utilitariste de Bentham dans son ouvrage L'Utilitarisme : essai sur Bentham.

### Justice, économie et politique

#### La Justice comme bonheur personnel et collectif: l'utilitarisme
Avec les utilitaristes faisant suite à Jeremy Bentham et à son Introduction aux principes de morale et de législation de 1790, comme John Stuart Mill et Cesare Beccaria qui l'appliqua au champ du pénal, la justice quitte le domaine philosophique pour devenir le résultat d'une recherche visant à maximiser le bien-être d'une population, c'est-à-dire son bonheur (entendu en termes de plaisir ou de diminution de la souffrance).
Ses principes sont donc ceux qui tendent à obtenir les meilleures conséquences. La justice devient une grandeur économique mais éthique. D'après Mill, si nous accordons une importance exagérée au concept de justice, c'est à cause de deux tendances naturelles chez l'être humain : notre désir de vengeance contre ceux qui nous blessent et notre capacité de nous imaginer à la place des autres. Ainsi, si nous voyons quelqu'un être blessé, nous désirons à sa place que son agresseur soit puni. Si tel est bien le processus qui est à l'origine de nos sentiments de justice, nous nous devons de ne pas leur accorder une trop grande confiance. L'utilitarisme est un courant qui donne une place centrale à l'individu, fondé sur la justice distributive.
Dans Surveiller et punir (1975), le philosophe français Michel Foucault établit une critique morale de la conception utilitariste. Il montre le passage d’une politique fondée sur les supplices à une politique punitive de type carcérale. L'utilitarisme, et en particulier la théorie du panoptique (sorte de société où tous sont utiles) de Jeremy Bentham conduisent à faire de l'individu un objet utile, et, à terme, autorise l'instauration de lois liberticides.

#### Justice et équité: John Rawls

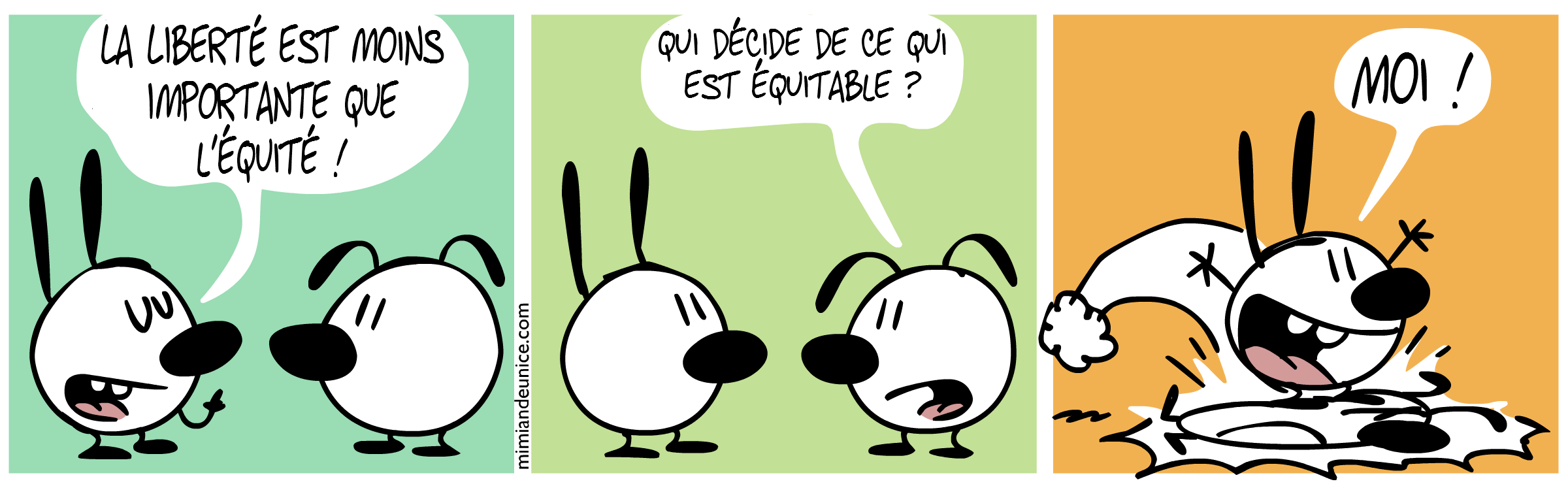
Comics de Nina Paley illustrant la difficulté de concilier liberté et équité.

Ouvrage fondateur de la théorie de la justice sociale, Théorie de la justice, du philosophe libéral américain John Rawls, est avant tout une critique de la pensée utilitariste qui a prévalu au XXe siècle. Rawls utilise pour cela une fiction, tenant lieu d'hypothèse de travail : des individus supposés rationnels (c'est-à-dire selon la théorie des jeux, des individus qui tendent à maximiser les biens principaux) calculant une répartition des biens dans une société à l’intérieur de laquelle ils ignorent ce que sera leur position sociale ne peuvent, en principe, favoriser aucun d’entre eux (ou équilibre de Nash). Cette situation est caractérisée pour Rawls par un état d'équité (fairness en anglais). Cela ne vaut, signale Rawls, que dans un corps social ne possédant pas encore de constitution. Il en déduit alors deux principes restés célèbres :
1. le principe d'égalité que résume cette formule : « chaque personne doit avoir un droit égal au système le plus étendu des libertés de base égales pour tous », qui doit satisfaire le bien individuel ;
2. le principe de différence qui postule que les inégalités sociales ne peuvent être justifiées que dans deux cas : soit si on peut penser avec raison qu’elles se révèleront avantageuses à chacun ; soit si elles sont liées à des fonctions auxquelles chacun peut prétendre, à des charges ouvertes à tous. Ce principe renoue avec la conception d'Aristote de justice distributive, pour le bien commun. Si la société doit s'enrichir et prospérer, ce principe stipule qu'elle doit le faire de manière que les classes inférieures évoluent d'autant.

La conception de Rawls de la liberté est par ailleurs importante dans sa théorie de la justice qui ne saurait être la simple maximisation du bien et du bonheur social, conception utilitariste par excellence. Rawls reproche à cette dernière d'être matérialiste et de faire du bien une valeur alors que seul l'individu compte; en d'autres termes, l'utilitarisme, dans la critique de John Rawls, mène à des actes politiques immoraux. Comme philosophe moderne, Rawls a su replacer dans les débats actuels une conception idéale de la justice ; « La justice est la première vertu des institutions sociales comme la vérité est celle des systèmes de pensée » explique-t-il.

## Citations sur la justice
- « Une injustice commise quelque part est une menace pour la justice dans le monde entier », Martin Luther King[43].
- « Une extrême justice est souvent une injure. », Jean Racine, La Thébaïde[44].
- « La justice sans la force est impuissante, la force sans la justice est tyrannique. », Blaise Pascal, Pensées sur la religion[44].
- « La justice française ne peut plus être une justice qui tue. », Robert Badinter, Le Monde, 28 aout 1981[45].
- « La justice est la sanction des injustices établies. », Anatole France, Crainquebille[45].
- « Ne pouvant fortifier la justice, on a justifié la force. », Blaise Pascal[46].
- « La meilleure charité est la justice pour tous. », proverbe anglais[46].
- « Un juge habitué est un juge mort pour la justice. », Charles Péguy[46].
- « La justice consiste à mesurer la peine et la faute, et l'extrême justice est une injure. », Montesquieu[47].

## Représentations de la justice dans les arts

### Thème de la justice en littérature et au cinéma

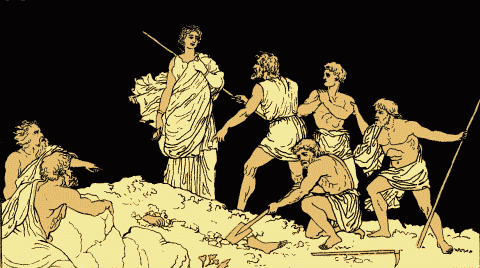
Antigone prise sur le fait et arrêtée par les gardes

Le thème juridique est un topos de la littérature mondiale. Les intrigues judiciaires et les « affaires » ont souvent alimenté nombres d'histoires narratives comme celle à la source du polar.
Dans Le droit dans la littérature française, Jean-Pol Masson, magistrat belge à la Cour des comptes, explore l'histoire d'une métaphore classique qui est faite entre le Droit d'un côté et le théâtre de l'autre. Il présente ainsi les principaux auteurs usant de cette image, liste qui va de Balzac à Camus, Flaubert à La Bruyère, La Fontaine à Molière, sans oublier Rabelais, Racine, et Georges Simenon.
D'autres auteurs recueillent les parallèles constants que la littérature entretient avec la thématique judiciaire : Philippe Malaurie dans Droit et littérature. Une anthologie, ainsi qu'Antoine Garapon et Denis Salas dans Le droit dans la littérature.
La littérature traite la notion de justice dans de nombreux ouvrages. Dans Le Dernier Jour d'un condamné, 1829, Victor Hugo présente la justice comme un idéal. Dans Le Colonel Chabert, paru en 1832 sous le titre La Transaction, Honoré de Balzac souligne l'impuissance de la justice. Dans L'Étranger, 1942, Albert Camus montre l'absurdité du système pénal, de même que Franz Kafka dans Le Procès 1925.  Le genre dramatique a, dès l'Antiquité, représenté la justice des hommes et des dieux : Aristophane dans Les Guêpes, Beaumarchais, Le Mariage de Figaro ou encore Jean Racine dans Les Plaideurs. Mais, au théâtre, c'est surtout la pièce de Sophocle, Antigone qui présente la première la conscience humaine se confrontant à l'idéal de justice. L'héroïne éponyme est en effet la victime d'un dilemme tragique, oscillant entre le respect de la loi de sa Cité, et respect des lois divines dévolues aux morts (son frère Polynice dans la pièce).
De nombreux films exploitent des scènes judiciaires, certaines fois il s'agit d'œuvres originales mais il y a aussi un nombre important de reprises.

#### Iconographie de la justice et allégorie de la justice

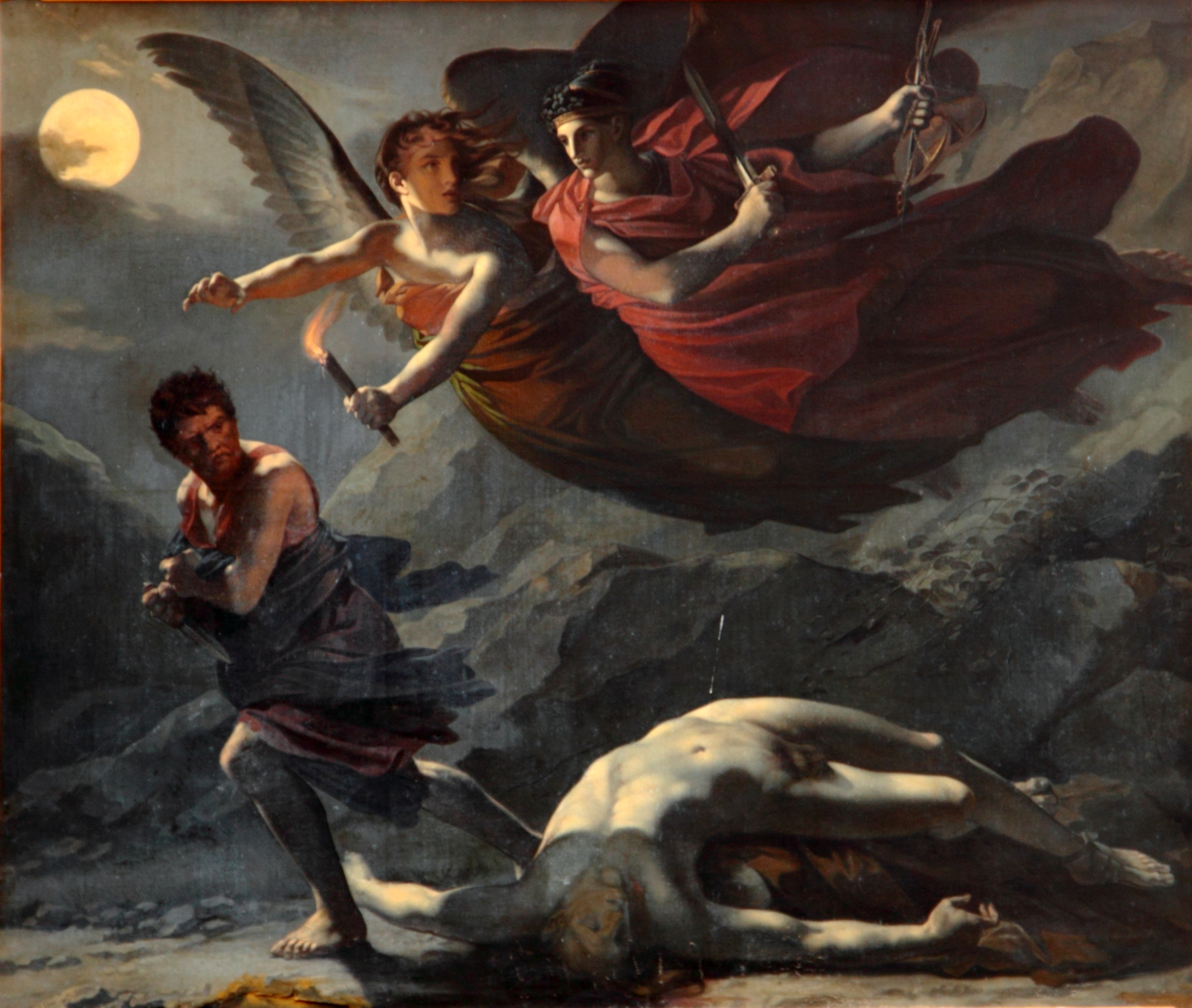
La Justice et la Vengeance divine poursuivant le Crime, 1808, de Prud'hon, musée du Louvre, Paris.

Dans la mythologie égyptienne, la déesse Maât, représentant la justice et l'ordre, dans l'Égypte pharaonique, est symbolisée par une « plume », qui est aussi l'âme du défunt qui a vécu de manière droite et juste durant sa vie et qui est jugé lors de la « pesée de l'âme » ou psychostasie. Le jugement d'Osiris se déroule ainsi : le cœur du défunt est posé sur un plateau de la « balance ». Dans l'autre plateau se trouve une plume. Si le cœur est plus lourd que la plume, c’est que le défunt est encore attaché au monde matériel et à la matière de son corps physique. Il est alors dévoré par le monstre Ammit. C'est seulement si le cœur est plus léger que la plume que le défunt est libéré du cycle des réincarnations et qu'Anubis l'emmène au royaume d'Osiris. C'est pourquoi la plume et la balance sont, depuis ce temps, les symboles de la justice. Quant à l'épée, elle indique l'idée de trancher, et de trancher droit, pour départager les deux parties.
L'Antiquité gréco-romaine la représente sous les traits de Thémis, figuration ayant inspiré les représentations modernes utilisées pour personnifier les institutions comme Lady justice. Au Moyen Âge, elle est incarnée par une femme tenant une épée, comme dans les tapisseries de l'Histoire de David et Bethsabé, ou sur la Justice de Trajan, fresque créée par Andrea Da Firenze. La Renaissance la figure tenant la balance ou le glaive (par exemple la toile de Spranger au Louvre), parfois les yeux bandés. Elle peut être assise sur un lion, allusion à la vierge Astrée qui d'après la mythologie avait fui dans le zodiaque pour éviter l'injustice des hommes. Son signe est ainsi entre la constellation de la Balance et du Lion.
C'est la Vertu la plus représentée, surtout sur les édifices publics (avec Marianne en France, ou avec l'aigle américain aux États-Unis par exemple) ; on peut citer par exemple La justice remettant au doge l'épée et la balance au Palazzo Vecchio de Florence (fresque et sculptures), à la Chambre des Députés de Paris (œuvre d'Eugène Delacroix), au Palais de la Nation de Bruxelles enfin. Elle peut aussi décorer des monuments funéraires de grands hommes connus pour les actions justes (Urbain VIII, François IId entre autres).
La justice est un thème pictural travaillé par des artistes célèbres : Giotto en fit une fresque à l'Arena de Padoue, Dürer la représente en gravure sous les traits d'un homme, chose rare, Raphaël au Vatican (fresque de la Chambre de la Signature), souvent accompagnée d'autres Vertus, comme la Paix (La Justice et la Paix, Hans Rottenhammer, Besançon) ou en situation (La Justice et la Vengeance divine poursuivant le Crime, 1808, de Prud'hon, musée du Louvre, Paris). En France, les plafonds de la Grand’chambre du parlement de Bretagne et celui de la deuxième chambre des enquêtes du parlement de Normandie, tous deux peints par Jean Jouvenet, représentent le Triomphe de la Justice. En 1765, le peintre Louis-Jacques Durameau file le thème en le représentant pour la chambre criminelle du parlement de Rouen.

### Représentations modernes de la justice

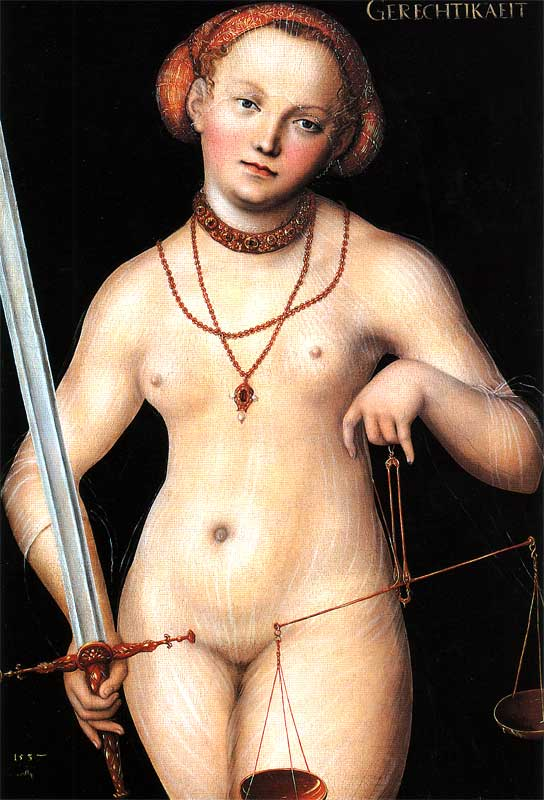
La Justice et ses attributs : l'épée et la balance. Huile sur bois de Lucas Cranach l'Ancien, v. 1537. Fondation Fridart, Amsterdam.

Les institutions judiciaires utilisent de nombreux symboles renvoyant à la justice comme idéal, représentée dans la plupart des pays d'inspiration romaine ou grecque par une femme - Thémis ou Diké selon les cas - comportant des attributs.
Les allégories la montrent armée d’un glaive et d’une balance (cette posture peut varier, de manière plus ou moins ostentatoire). Ses couleurs vestimentaires sont dominées par le blanc, symbole de pureté et de candeur (« candide » en latin signifie « blanc »), le noir et le pourpre. De manière générale, le glaive symbolise le pouvoir de la justice qui tranche les problèmes et litiges, la balance représente elle la justice qui pèse le pour et le contre (principe de contradiction juridique), enfin, le bandeau lui couvrant les yeux est un symbole d'impartialité.

### Œuvres dont le sujet central est la justice

#### Littérature
- Un client sérieux (1896) de Georges Courteline.

#### Cinéma
- 9 mois ferme (2013) d'Albert Dupontel.